# Chiesa di San Giorgio Martire (Claut)
La chiesa di San Giorgio Martire è la parrocchiale di Claut, in provincia di Pordenone e diocesi di Concordia-Pordenone; fa parte della forania di Maniago.

## Storia

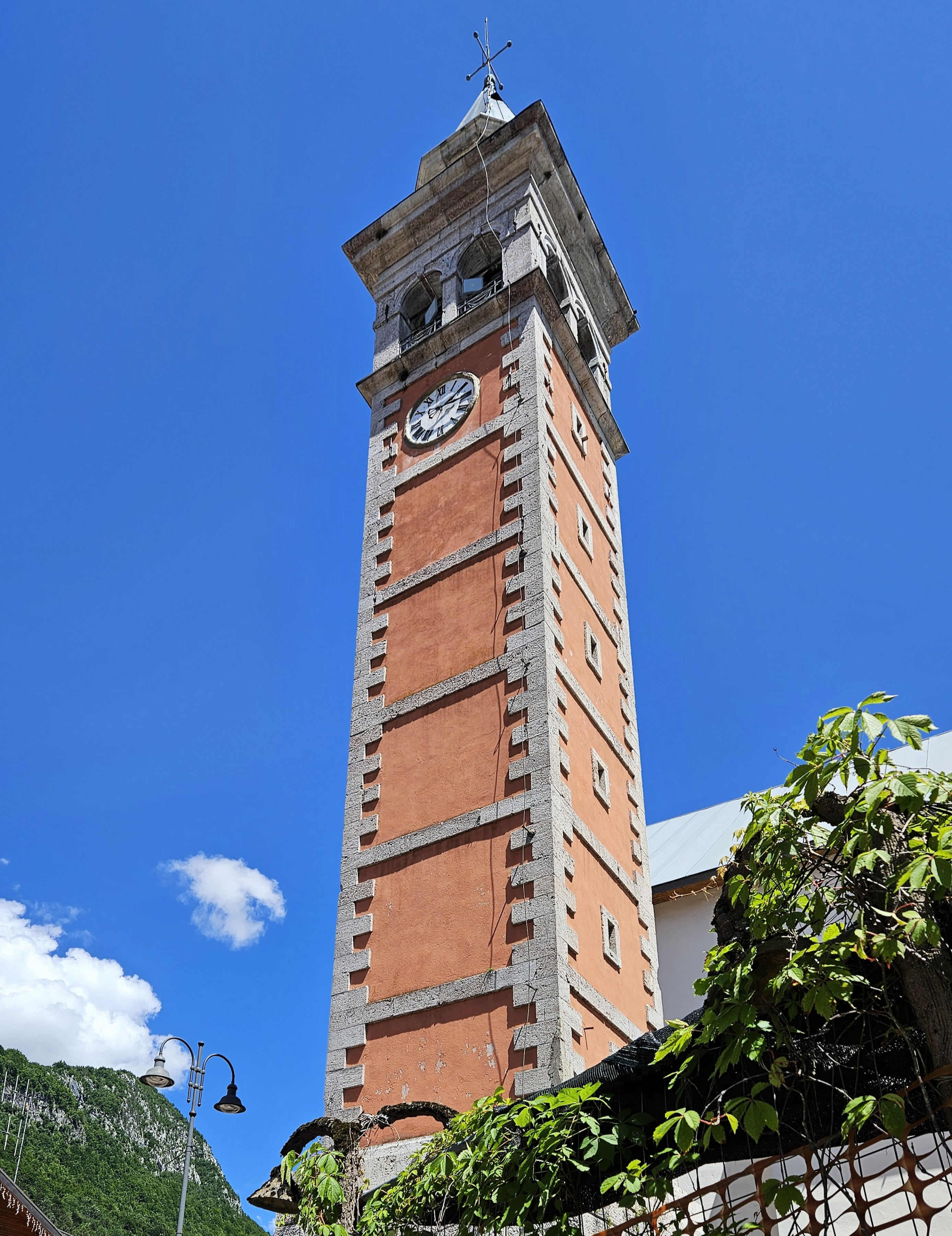
Il campanile

All'inizio del XIX secolo l'antica chiesa di San Giorgio Martire venne demolita per far posto al nuovo luogo di culto neoclassico, che, iniziato intorno al 1820, fu portato a termine nel 1828.
Il campanile venne eretto invece più tardi, tra il 1852 e il 1853; inizialmente furono collocate nella torre le tre campane della precedente chiesa, ma, essendosi dimostrate inadatte, nel 1867 furono sostituite da nuovi esemplari realizzati dalla fonderia cenedese De Poli.
Nel 1970 si procedette all'esecuzione dell'adeguamento liturgico secondo le norme postconciliari mediante l'aggiunta dell'altare rivolto verso l'assemblea, mentre l'ambone venne inserito vent'anni dopo.
Le sagrestie, il campanile e i corpi minori furono interessati da un restauro nel 2003 e nel 2008 si provvide a eseguire le ritinteggiature delle facciate esterne.

## Descrizione

### Esterno
La simmetrica facciata a capanna della chiesa, rivolta a nord, presenta centralmente il portale d'ingresso timpanato ed è scandita da quattro lesene con capitelli d'ordine ionico sorreggenti il frontone di forma triangolare, entro il quale si apre un oculo.
Accanto alla parrocchiale si erge sul basamento in pietro il campanile a base quadrata, che misura un'altezza di 37 metri; la cella presenta su ogni lato una bifora ed è coronata dalla guglia poggiante sul tamburo ottagonale.

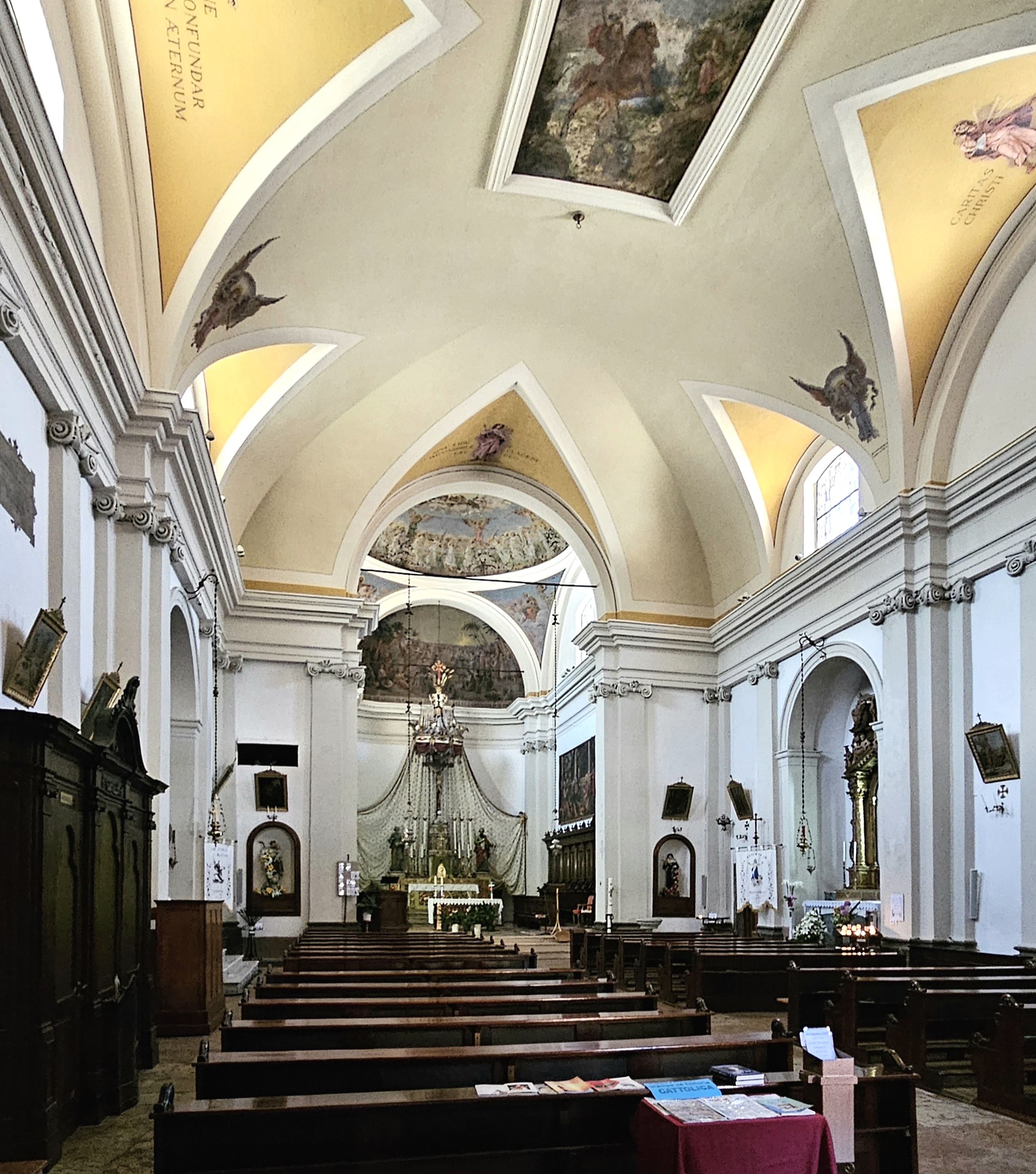
L'interno

### Interno

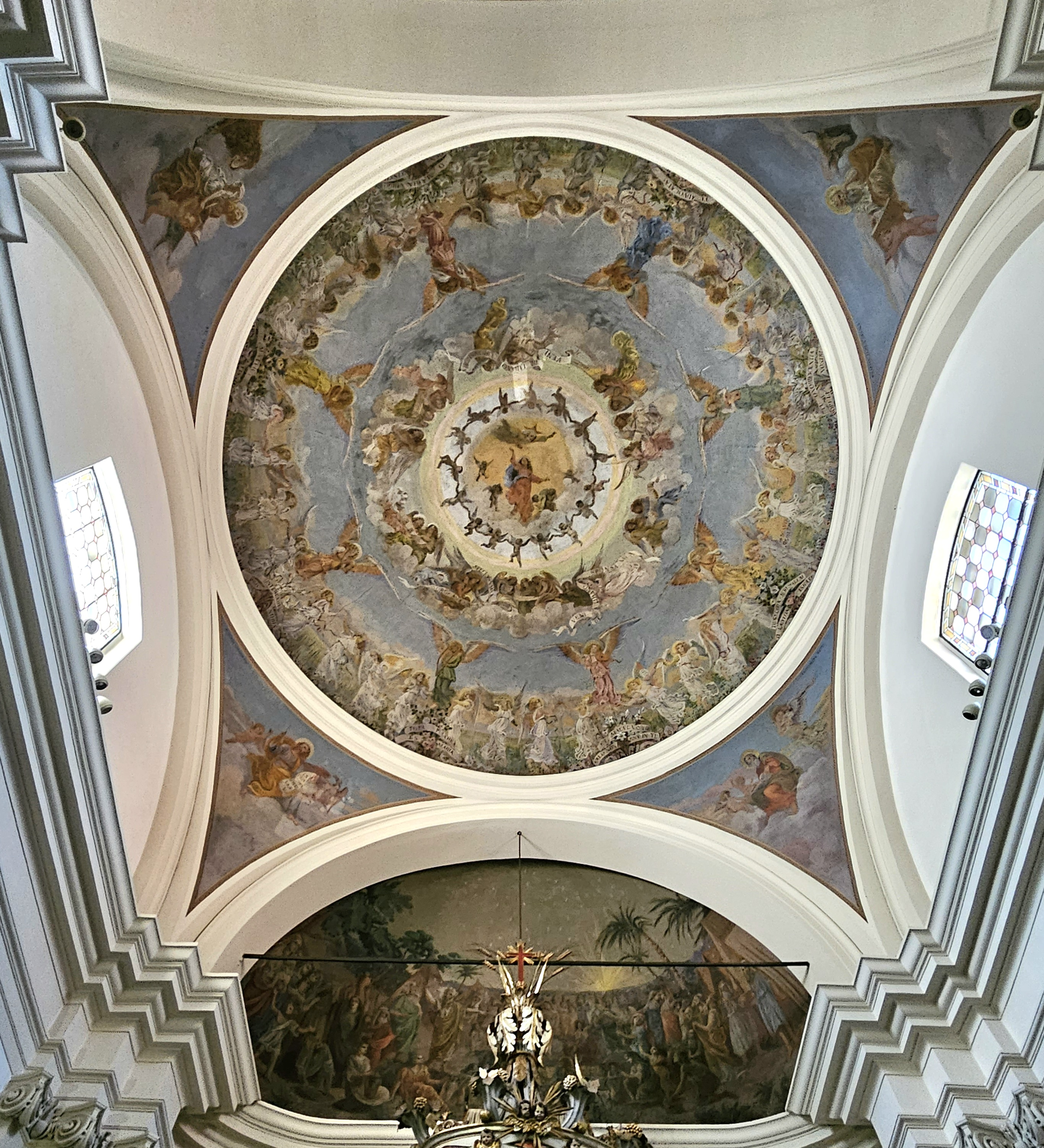
La volta del presbiterio

L'interno dell'edificio si compone di un'unica ampia navata, sulla quale si affacciano le cappelle laterali, introdotte da archi a tutto sesto, e le cui pareti sono scandite da lesene terminanti con capitelli ionici e sorreggenti la trabeazione modanata e aggettante sopra la quale si imposta la volta a botte; al termine dell'aula si sviluppa il presbiterio, rialzato di alcuni gradini, ospitante l'altare maggiore e chiuso dall'abside. 
Qui sono conservate diverse opere di pregio, tra le quali altari e statue realizzati dalla bottega del veneto Giovanni Auregne, gli affreschi delle volte ritraenti la Discesa della Manna nel deserto, l'Assunzione della Vergine in cielo e i Quattro evangelisti, eseguiti da Tiburzio Donadon, l'altare maggiore, costruito da Franz Martiner, e le due pale raffiguranti rispettivamente la Lavanda dei piedi e l'Ultima cena, dipinte dall'austriaco Ambrogio Chelm.